# Procalypta subcyanea
Procalypta subcyanea là một loài bướm đêm thuộc phân họ Arctiinae, họ Erebidae.